# Ari Thorgilsson
El título de este artículo es un nombre islandés; el segundo nombre es un patronímico, no un apellido; la persona es propiamente conocida con el nombre de Ari fróði.
No confundir con Ari Þorgilsson sterki.
Ari Thorgilsson (Ari Þorgilsson en islandés), más conocido como Ari fróði, (1067-1148) fue el principal cronista medieval de Islandia. Fue autor de Íslendingabók (o El libro de los islandeses), que detalla las historias de varias familias que colonizaron Islandia. Suele ser conocido con el apelativo de el Sabio (Ari fróði) y según Snorri Sturluson fue el primer cronista que escribió sobre historia en lengua nórdica.
Ari era parte del clan familiar de los Haukdælir. Era hijo de Þorgils Gellirsson, su estirpe se remonta a los tiempos de Björn buna Grímsson. Estudió en la escuela en Haukadalur como alumno de Teitur Ísleifsson, el hijo de Ísleifur Gissurarson, primer obispo de Islandia. Allí se familiarizó con la educación clásica. Sus escritos indican claramente que estaba familiarizado con las tradiciones de las crónicas latinas, pero al mismo tiempo es ampliamente reconocido por destacar en la tradición islandesa de narraciones orales.
Posteriormente Ari fue ordenado sacerdote cristiano en Staður (Ölduhryggur), ahora conocido como Staðastaður, pero por otro lado, se conocen pocos detalles sobre su vida, a pesar de que fue uno de los muy pocos escritores medievales que escribieron sobre su historia familiar.
Íslendingabók es la única obra que se ha podido probar que es de su autoría, pero es acreditado con numerosos artículos y se cree que tuvo un papel importante en la escritura del Landnámabók, que narra la colonización de Islandia.
Pronto fue conocido como un importante autor. En la Fyrsta málfræðiritgerðin, el primer tratado de gramática de Islandia, escrito sobre el año 1160, se le presenta como un hombre excepcional, ya que la tradición de escribir no estaba firmemente establecida en aquellos tiempos.